# Liste der Naturdenkmale in Irrel
Die Liste der Naturdenkmale in Irrel nennt die im Gemeindegebiet von Irrel ausgewiesenen Naturdenkmale (Stand 4. April 2024).

## Naturdenkmale
| Nr.         | Bezeichnung                     | Lage                                                    | Beschreibung            | Bild                          |
| ----------- | ------------------------------- | ------------------------------------------------------- | ----------------------- | ----------------------------- |
| ND-7232-467 | Teufelsschlucht im Gemeindewald | westlich des Ortes; Abteilung Beim kleinen Driesch Lage | Buntsandsteinformation  | mehr Fotos \| Fotos hochladen |
| ND-7232-468 | Irreler Wasserfälle             | nordwestlich des Ortes; Abteilung Münsterbüsch Lage     | Stromschnellen der Prüm | mehr Fotos \| Fotos hochladen |